# ウォルフガング・ロッツ
ウォルフガング・ロッツ（וולפגנג לוץ, Wolfgang Lotz、1921年1月6日 - 1993年5月13日）は、イスラエルの軍人、後にイスラエル諜報特務庁所属の伝説的な英雄スパイとなる。

## 経歴

### 生い立ち
ドイツのマンハイムでユダヤ人の母ヘレーネ・ロッツと、非ユダヤ人のドイツ人の父ハンス・ロッツとの間に生まれた。父は演劇監督、母は女優で、ともに演劇界で働いていた。両親は宗教に関しては無関心だったため、ロッツは割礼を受けなかった。また、容貌は純然たるドイツ人に見え、ドイツ語も流暢に話せたため、ユダヤとの混血であることが容易には判別できなかった。これらの要素は後にスパイとして働く際に有利に働くことになる。
1931年両親は離婚、1933年にはユダヤ人排斥を唱えるアドルフ・ヒトラーが政権を握ったため、ロッツと母親はイギリス委任統治領パレスチナのテルアビブに移住する。その地でヘブライ語名「Ze'ev Gur-Arie」を名乗り、ベン・シェメンという農業学校に入学し、馬の飼育、訓練、乗馬を学んだ。

### ハガナー入隊

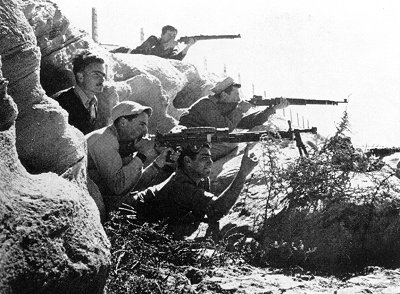
イスラエル独立戦争で戦うハガナーの兵士

1936年、ユダヤ人自主防衛組織でイスラエル国防軍の前身となるハガナーに入隊。ロッツは、第二次世界大戦中は、北アフリカ戦線で、イギリス軍に所属し、捕虜となったドイツ軍軍人の尋問を担当し、エルヴィン・ロンメル率いるアフリカ軍団に精通していた。
戦後はパレスチナに戻り石油精製会社に勤めたが、しばらく後にハガナーの武器密輸任務に携わるようになった。イスラエル独立戦争勃発までの3年間、昼間は会社、夜間はハガナーで働いた。
1948年にロッツは最初の妻と結婚し、一児をもうけた。イスラエル独立戦争が勃発するとただちにハガナーから改組されたイスラエル国防軍に参加、大尉として従軍する。独立後そのまま職業軍人としての道を歩み、スエズ戦争では少佐として歩兵部隊の指揮を執った。

### 軍情報部
1958年に、軍情報部（アマン）からスカウトを受ける。アマンはロッツのドイツ人の風貌とドイツ語の能力を買い、当時イスラエルとの対立の色を濃くしていたエジプトのガマール・アブドゥン＝ナーセル大統領が率いる、ミサイルなどの新型兵器開発に携わっていたドイツ人科学者のグループに、「ドイツ人」として接触させることを考えていた。ロッツはこの申し出を受け、アマンに編入した。
6ヵ月間の工作員研修を受けた後、語学研修も受ける予定だったが、ロッツはすでにドイツ語、英語が完璧で、アラビア語もかなり理解していたので、語学研修は免除された。
1959年、カバー・ストーリーをつくるため西ドイツに移住、ドイツ国籍を申請した。ロッツのカバーは、「ナチス党員、ドイツ国防軍将校出身で北アフリカ戦線で従軍経験があり、11年間オーストラリアで馬の飼育人として働いたドイツ人ビジネスマン」だった。このカバーの作成にはベン・シェメンでの教育やイギリス軍でのドイツ軍捕虜尋問の経験が生かされた。
ドイツ国防軍将校出身としてのカバーは、反ユダヤと親独感情の高いエジプト軍将校や、ナチス時代への郷愁を持つドイツ人科学者に有利であった。

### カイロへ

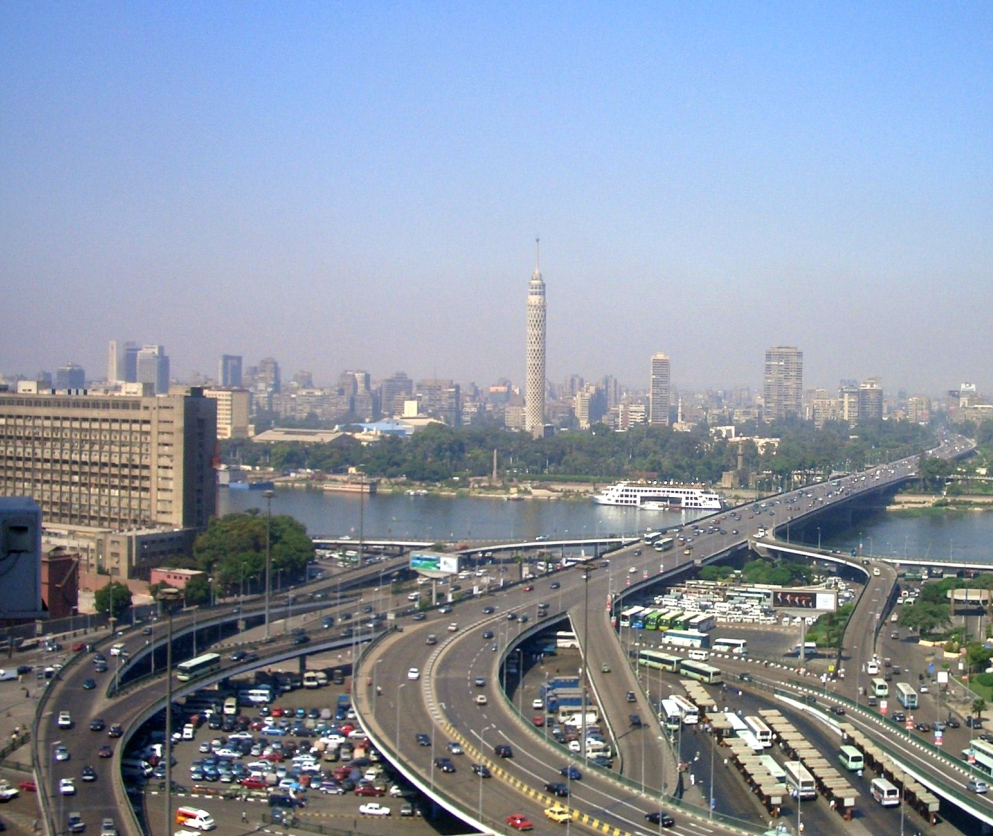
カイロ（2008年）

1961年1月にエジプトのカイロに着くと、ロッツは「ドイツ国防軍将校出身の馬の調教師」としてエジプト警察庁長官が会長を務める乗馬クラブに入会し、たちまちエジプト政府高官、軍将校、警察官僚などの上流社会、そしてドイツ人科学者グループに浸透することに成功し、モサッド工作員として数々の機密情報を本国に流した。
1961年6月、エジプト上流社会とドイツ人科学者グループに接近することに成功したロッツは、上司への報告のためパリに向かい、トランスポンダーを受け取った（このとき彼の指揮権はイスラエル諜報特務庁に移っていた）。そこからミュンヘンへ向かう途中のオリエント急行の列車内で、ロサンゼルスでレストランの支配人をしていたウォルトロード・ニューマンというドイツ人女性に出会い、そのまま結婚した。ロッツはこのことに関して上司に報告しなかったがイスラエル諜報特務庁（モサッド）はこの事実を掴んでおり、彼女が他国の工作員でないことが確認されたのでこの結婚を認めることにした。
ロッツはウォルトロードに自分の身元と任務を明かすとともに、夫婦で様々なパーティーに参加し、政府高官や軍将校に対して高価なプレゼントを贈るなどして人脈を広げた。

### 諜報活動の成功

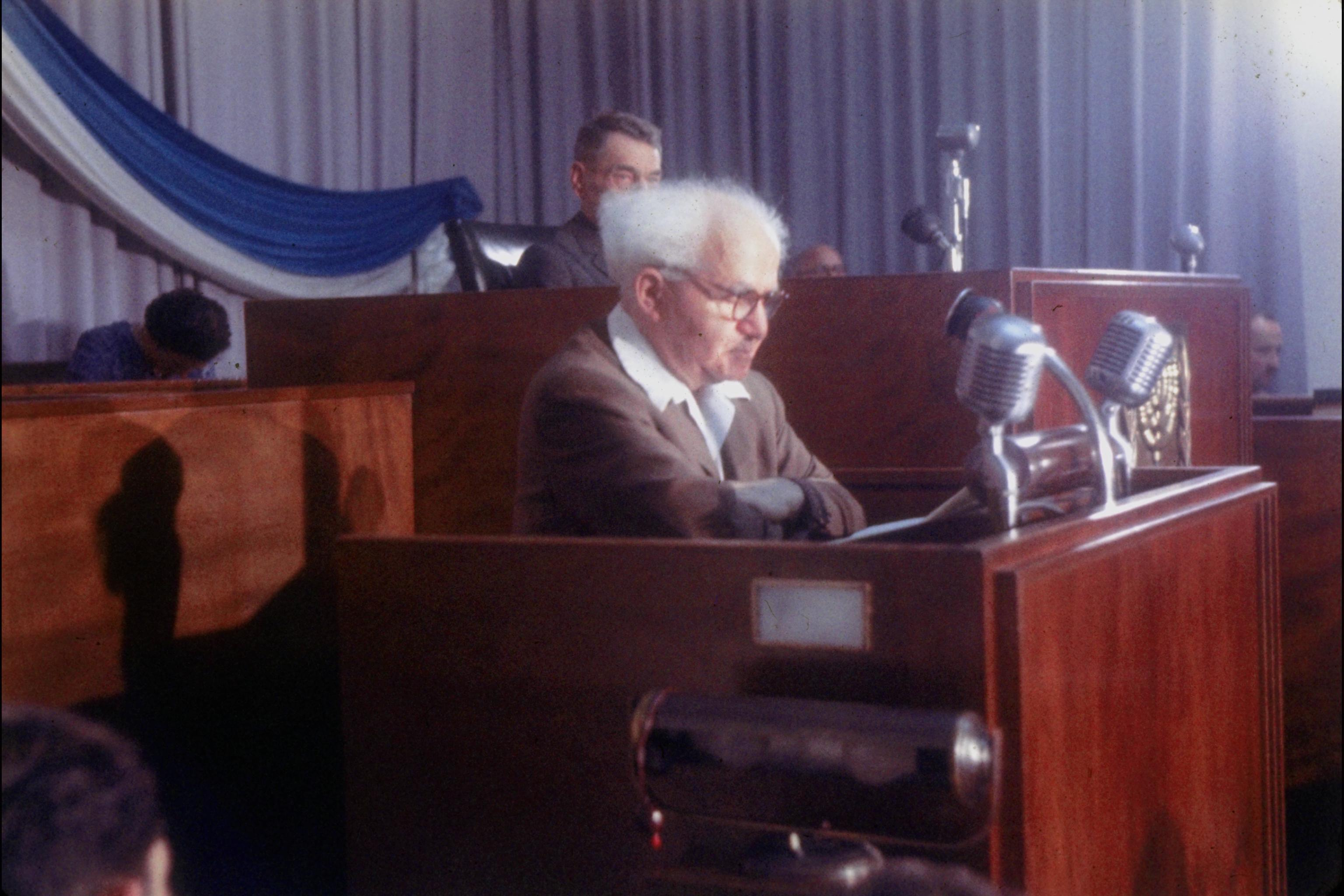
ダヴィド・ベン＝グリオン

またロッツは元ドイツ国防軍将校としてエジプト軍将校から軍事関連の相談に乗ったり、ドイツ人科学者グループからミサイルや国産戦闘機の開発状況についての話を聞いたり、エジプト上流社会の知り合いに頼んでミサイル・サイトや空軍基地を案内させるなどして詳細な軍事機密を収集し、自宅から機密無線で送信し、第三次中東戦争におけるイスラエル軍の勝利に大きく貢献した。
この様な活動の一環として、ロッツとオットー・スコルツェニーより手に入れた、エジプトの兵器開発に携わっているドイツ人科学者のリストを作成して彼らに手紙爆弾を送りつけ、兵器開発から手を引かせるなどの工作をした。この手紙爆弾作戦により西ドイツとイスラエルの関係は一時悪化した。
さらにこれがきっかけとなって西ドイツとの関係を憂慮したイスラエル首相ダヴィド・ベン＝グリオンとモサッド長官イサル・ハルエルの間で意見が衝突し、ハルエルが辞任。ベングリオン内閣もハルエル辞任騒動の責任をとって総辞職することになった。

### 逮捕
1965年に東ドイツの首脳がエジプトを訪問した直後で、ロッツがウォルトロードと西ドイツから自宅に戻った直後にエジプト国家保安局に逮捕された。なおこの際には、ロッツの「関係者」として複数の在エジプトの西ドイツ人やエジプト軍、警察関係者、さらにたまたまエジプトを訪問していたウォルトロードの両親も逮捕されている。
自宅に隠した無線機を見せられ、その後これまでの送信記録を見せられたロッツは自身がモサッドの諜報員であることは認めたが、ユダヤ人であることは否定し、「あくまでも元ドイツ国防軍将校のドイツ人であり、乗馬クラブの設立資金を得るため情報をイスラエルに流していた」と主張した。この際には前述のように割礼を受けていないことや、ロッツの演技力が役に立ったと自著で述べている。
ドイツ人であることを信じ込ませることに成功したために死刑は免れ、ロッツは終身刑、ウォルトロードは3年間の懲役刑の判決を受けた。なおこの際にロッツの通訳としてエジプト政府から宛がわれたドイツ人弁護士が、モサッドの諜報員であったことを後に著書で暴露している。
なお、当時冷戦下でエジプト国家保安局とKGBは協力下にあり、ロッツの情報をKGBが東ドイツの情報局経由でエジプト国家保安局に通告したことが逮捕のきっかけであったと言われている。
釈放後に行われた作家の落合信彦とのインタビューで、シリアで諜報活動を行っていたエリ・コーヘンとほぼ同時期に自分が逮捕されたことについて、KGBがモサッド本部に浸透していた可能性を指摘した。また、ロッツの家の近所にあるインド大使館の無線を傍受していたKGBが、偶然ロッツの送信する無線を傍受したのがきっかけとしている文献もあるが、実際のきっかけについては明らかにされていない。

### 引退後
その後イスラエル政府とエジプト政府との間で水面下の交渉が行われた結果、1968年に六日戦争の際のエジプト人捕虜との交換でロッツ夫妻の釈放が決定し、夫妻は「イスラエルに雇われた『ドイツ人スパイ』」という建前上第三国経由で釈放され、その後イスラエルに戻りテルアビブで暮らし始めた。
イスラエル諜報特務庁は時折新人諜報員を引退後のロッツに会わせ、ロッツにカバーであると気づかれないようにするテストを行った。1973年に刑務所生活での健康悪化のために妻ワルトラウトが死去すると、イスラエルのテルアビブ近郊や西ドイツ、アメリカで隠遁生活を送った。
引退後、ロッツは自身の経験を下に「シャンペン・スパイ」や「スパイのためのハンドブック」などの本を書き、イスラエルのみならず日本やアメリカ、イギリスなどの西側諸国でも販売された。「シャンペン・スパイ」とは、エジプトの上流社会に浸透するために大量のシャンペンをモサッドの経費で使った彼に対して、上司がつけたあだ名だという。
これらの本は合法的な手続きを経て出版されたが、このことが原因でロッツとモサッドはその関係を断つことになった。しかし死去に際しては高い戦功を挙げたイスラエル軍人として埋葬された。

## 著書
- The Champagne Spy - Israel's Master Spy Tells his Story Wholfgang Lotz, St. Martin's Press. ISBN 978-0853036524
  - 「シャンペン・スパイ」大内博訳 早川書房 ハヤカワ文庫, 1985年 ISBN 9784150501167
- A handbook for spies Wholfgang Lotz, Harper & Row ISBN 978-0060127077
  - 「スパイのためのハンドブック」朝河伸英訳 早川書房 ハヤカワ文庫, 1982年 ISBN 9784150500795